# Paspalum candidum
Paspalum candidum är en gräsart som först beskrevs av Johannes Flüggé, och fick sitt nu gällande namn av Carl Sigismund Kunth. Paspalum candidum ingår i släktet tvillinghirser, och familjen gräs. Inga underarter finns listade i Catalogue of Life.